# Mario Livio
Mario Livio (né en 1945 à Bucarest, en Roumanie) est un astrophysicien israélien. Il est actuellement astronome directeur de recherche au Space Telescope Science Institute, qui utilise le télescope spatial Hubble. Il a écrit un ouvrage sur le nombre d'or : The Golden Ratio: The Story of Phi, the World's Most Astonishing Number (2002). L'ouvrage a remporté le Peano Prize et l'International Pythagoras Prize.

## Vie et carrière scientifique
Livio est né en Roumanie, qu'il quitta à l'âge de cinq ans avec ses grands-parents pour des raisons politiques[réf. souhaitée]. Il s'installa en Israël, vit à Tel Aviv et servit dans les forces de défense israéliennes comme paramédical lors de la guerre des Six Jours (1967), puis la guerre du Kippour (1973) et au Liban (1982).
Livio obtint son B.S. en physique et mathématique à l'université hébraïque de Jérusalem, puis son M.S. en physique théorique à l'institut Weizmann. Il reçoit son Ph.D. en astrophysique théorique à l'université de Tel Aviv. Il devient professeur de physique au Technion (Institut israélien de technologie), de 1981 à 1991, avant de rejoindre le Space Telescope Science Institute.
Livio a travaillé sur les supernovae et dans leur utilisation pour déterminer l'âge de l'univers. Il a également étudié l'énergie sombre, les trous noirs et la formation des systèmes planétaires dans les pouponnières d'étoiles. Il a écrit de nombreux articles. En 2009, l'Association américaine pour l'avancement de la science (AAAS) l'élit membre de son comité, pour ses contributions à l'astrophysique, au travers de la recherche sur les étoiles et les galaxies, et pour son activité de vulgarisation au grand public.
Il est aussi connu pour ses travaux de 1989 contredisant partiellement l'hypothèse du « réglage fin » de l'univers étayée par Fred Hoyle.

## Source
- (en) Cet article est partiellement ou en totalité issu de l’article de Wikipédia en anglais intitulé « Mario Livio » (voir la liste des auteurs).